# لاکهید ای‌کیوام-۶۰ کینگفیشر
لاکهید ای‌کیوام-۶۰ کینگفیشر (به انگلیسی: Lockheed AQM-60 Kingfisher) یک هواگرد ساختِ کارخانهٔ لاکهید کورپوریشن در کشور ایالات متحده آمریکا است. نخستین استفاده‌کنندهٔ این هواگرد نیروی هوایی ایالات متحده آمریکا بوده‌است. این هواگرد برای نخستین بار در ۱ آوریل ۱۹۵۱ میلادی مورد استفاده قرار گرفت.